# Parafia Narodzenia Najświętszej Maryi Panny w Jaworznie-Długoszynie
Parafia Narodzenia Najświętszej Maryi Panny w Jaworznie-Długoszynie – rzymskokatolicka parafia położona w dekanacie jaworznickim NMP Nieustającej Pomocy, diecezji sosnowieckiej, metropolii częstochowskiej w Polsce, erygowana w 1982 roku.